# Ath Thawrah
Ath Thawrah (arabiska: ثورة, الطبقة, الثورة) är en distriktshuvudort i Syrien. Den ligger i provinsen ar-Raqqah, i den centrala delen av landet, 300 kilometer nordost om huvudstaden Damaskus. Ath Thawrah ligger 342 meter över havet och antalet invånare är 87 880. Den ligger vid sjön Buḩayrat al Asad.
Terrängen runt Ath Thawrah är huvudsakligen platt. Ath Thawrah ligger uppe på en höjd. Det finns inga andra samhällen i närheten. 
Trakten runt Ath Thawrah är ofruktbar med lite eller ingen växtlighet. Runt Ath Thawrah är det ganska tätbefolkat, med 83 invånare per kvadratkilometer.